# Čoei Sato
Čoei Sato (japonsko 佐藤 長栄), japonski nogometaš in trener, 15. april 1951.
Za japonsko reprezentanco je odigral eno uradno tekmo.